# Quelídeos
Quelídeos 
(nome científico: Chelidae) são uma família de quelônios (Ordem Testudinata), comumente chamada de cágados. É constituída por cerca de 40 espécies classificadas em 11 gêneros, distribuídos pela Austrália, Nova Guiné e América do Sul. O habitat preferencial é o das florestas, junto a rios de curso lento, lagoas rasas e terrenos pantanosos. A carapaça dos cágados é ovalada e de cor escura. A maioria das espécies do grupo é carnívora e alimenta-se de vermes, moluscos, pequenos peixes, aves, vegetais, crustáceo e insectos; mas há também espécies omnívoras.

## Nomes
Em alguns lugares do Brasil são conhecidos popularmente por angapara, cágado-d’água-doce, cangapara, sapo-concho, e, na Bahia, ajapá. Contudo, em Portugal, o termo cágado, é exclusivamente utilizado para as duas únicas espécies de tartarugas aquáticas nativas do país, ou seja a Emys orbicularis e a Mauremys leprosa.

## Classificação
A família Chelidae surgiu durante o Miocénico. Há uma sequência linear baseada em Rhodin et al., 2017 & Zhang et al. 2017:
- Subfamília Chelodininae
  - Gênero Chelodina Fitzinger, 1826
  - Gênero Elseya Gray 1867, Australian Snapping Turtles[4]
  - Gênero Elusor Cann e Legler, 1994[5]
  - Gênero Emydura Bonaparte, 1836
  - Gênero Myuchelys Thomson e Georges, 2009[6]
  - Gênero Rheodytes Legler e Cann, 1980[7]
- Subfamília Chelinae
  - Gênero Acanthochelys Gray, 1873[8]
  - Gênero Chelus Duméril, 1806 - mata-mata
  - Gênero Mesoclemmys Gray, 1873 (inclui Batrachemys e Ranacephala)
  - Gênero Phrynops Wagler, 1830
  - Gênero Platemys Wagler, 1830
  - Gênero Rhinemys Baur, 1890
- Subfamília Hydromedusinae
  - Gênero Hydromedusa Wagler, 1830
- Subfamilia Pseudemydurinae
  - Gênero Pseudemydura Siebenrock, 1901[9]